# Deutlichkeit (Akustik)
Deutlichkeit ist ein von R. Thiele in die Akustik eingeführter und definierter Begriff zur Kennzeichnung der Hörsamkeit von Räumen.
Der Begriff Deutlichkeit wurde im Zusammenhang mit Messungen der Impulsantwort von Räumen eingeführt. Siehe auch den Begriff Reflektogramm. Zunächst wird der primäre Schall als Direktsignal registriert, dem in immer dichteren Zeitabständen die Rückwürfe durch Schallreflexionen an den Begrenzungsflächen folgen.
Es gilt heute die allgemein akzeptierte Ansicht, dass in den Rückwürfen, die innerhalb einer Zeitspanne von etwa 100 bis 200 ms nach dem Direktschall am Ohr eintreffen, die wesentlichen Informationen zur Beurteilung der Hörsamkeit eines Raums enthalten sind. Dieses haben erstmals besonders die Untersuchungen von Helmut Haas (Haas-Effekt), Erwin Meyer und G. Schodder gezeigt. Hiernach tragen alle Rückwürfe (Reflexionen) innerhalb von etwa 50 ms nach dem Primärschall zur Erhöhung der Lautstärke bei, ohne die Richtungslokalisation der Schallquelle zu stören oder als hörbares Echo bemerkt zu werden.
Das gilt als bekannter Haas-Effekt sogar für Rückwürfe, – je nach Laufzeitdifferenz – die bis um 10 dB stärker sind als der Direktschall. So klärte sich quantitativ die schon lange bekannte Tatsache, dass die Silbenverständlichkeit mit zunehmender Entfernung r von der Schallquelle in Räumen viel weniger schnell abnimmt als im Freien, weil der mit 1/r  abfallende Schalldruck durch zusätzliche Rückwürfe wieder „aufgefrischt“ wird.
Um aus den teilweise detaillierten Rückwurffolgen ein Einzahlkriterium zu gewinnen, lag es nahe, unter Vernachlässigung der Feinstruktur die Schallenergie innerhalb der ersten 50 ms zum Direktschall zu addieren und auf die nach einer Impulsanregung insgesamt einfallende Schallenergie zu beziehen. Hier ist die Definition des Deutlichkeitsgrades:
{\displaystyle D={\frac {\int _{0}^{50ms}p^{2}(t)\,\mathrm {d} t,}{\int _{0}^{\infty }p^{2}(t)\,\mathrm {d} t,}}}
Dabei bedeuten:
- D = Deutlichkeit
- p = Schalldruck
- t = Zeit